# Biosphere (musicista)
Biosphere, pseudonimo di Geir Jenssen (Tromsø, 30 maggio 1962), è un musicista norvegese di musica elettronica e ambient.

## Carriera

### 1983-1990: i primi anni
Nel 1983 comprò il suo primo sintetizzatore e compose le sue primissime tracce ispirandosi ai propri studi archeologici e ad artisti quali Brian Eno, New Order, Depeche Mode e Wire che descrisse come "scoprire un nuovo universo — un universo di cui volevo fare parte". Nel 1984 pubblicò Linkvader, un album in cui è accreditato come E-man.
Nel 1985, Jenssen si unì al gruppo dream pop dei Bel Canto assieme a Nils Johansen e Anneli Drecker. In seguito al trasferimento della formazione in Belgio, Jennsen tornò presto nella sua città natale, Tromsø, proseguendo la propria carriera solista e collaborando tramite corrispondenza con gli altri membri del gruppo. Durante la propria carriera con i Bel Canto, Jennsen pubblicò due album, White-Out Conditions e Birds of Passage. Nel 1990 abbandonò la formazione ed iniziò a comporre musica usando il campionatore.
Durante la fine degli anni ottanta pubblicò alcuni brani e 12" a nome Bleep, prima di adoperare in modo definitivo il nome d'arte Biosphere. L'unico disco pubblicato come Bleep è The North Pole by Submarine (1990).

### 1991-oggi: Biosphere
In seguito all'uscita di The North Pole by Submarine (1990), Jenssen pubblicò il suo primo album con il nome d'arte Biosphere nel 1991. Si tratta di Microgravity, le cui sonorità si allontanavano dallo stile acid house delle produzioni precedenti. L'album ricevette giudizi perlopiù positivi da parte della critica.
Nel 1994 pubblicò Patashnik, che proseguì la sua ricerca nella musica ambient e contribuì ad aumentare la sua popolarità. Un brano in esso contenuto, Novelty Waves, venne usato in uno spot pubblicitario della Levi Strauss. Seguì la partecipazione a diverse compilation e raccolte.
Nel 1997 pubblicò il suo album Substrata, uno dei suoi album più ambientali, che venne pubblicato dall'etichetta All Saints Records di Brian Eno. In seguito all'uscita di Cirque (2000), che riprendeva lo stile ritmico e ambientale dei suoi primi album, il quinto album Shenzhou (2002), si avvicina alla musica glitch. Il successivo Autour de la Lune venne pubblicato nel 2004.
I suoi album seguenti furono Dropsonde (2006), Wireless: Live at the Arnolfini, Bristol (2009), il suo primo album dal vivo, e N-Plants (2011), sul tema delle centrali nucleari in Giappone.
Nel 2012 ha pubblicato l'album L'incoronazione di Poppea (2012), che prende il titolo dall'omonima opera di Claudio Monteverdi.
Durante la propria carriera, Jennsen ha anche pubblicato alcune colonne sonore quali quelle dei film L'uomo con la macchina da presa e Insomnia. Ha collaborato con Jah Wobble (Invaders of the Heart) e Bobby Bird e i suoi High Intelligence Agency. Nel 2010 ha realizzato le colonne sonore del film tedesco Im Schatten e del norvegese Nokas.

## Discografia

### Album solisti

#### Come E-Man
- 1984 – Likvider

#### Come Bleep
- 1990 – The North Pole by Submarine

#### Come Biosphere
- 1991 – Microgravity
- 1994 – Patashnik
- 1997 – Substrata
- 1999 – Biosystems: The Biosphere Remixes (album di remix)
- 2000 – Cirque
- 2001 – Substrata²
- 2002 – Shenzhou
- 2004 – Autour de la Lune
- 2006 – Dropsonde
- 2009 – Wireless: Live at the Arnolfini, Bristol
- 2011 – N-Plants
- 2012 – L'incoronazione di Poppea
- 2014 – Patashnik 2
- 2016 – Departed Glories
- 2017 – The Petrified forest

#### Album dal vivo
- 1996 – Polar Sequences (con gli Higher Intelligence Agency)
- 2000 – Birmingham Frequencies (con gli Higher Intelligence Agency)

#### Colonne sonore
- 1993 – Eternal Stars
- 1996 – L'uomo con la macchina da presa
- 1997 – Insomnia
- 2010 – Nokas

### Nei gruppi

#### Nei Bel Canto
- 1987 – White-Out Conditions
- 1989 – Birds of Passage

### Collaborazioni
- 1993 – Fires of Ork (con Pete Namlook)
- 1998 – Nordheim Transformed (con Deathprod)
- 2000 – Fires of Ork II (con Pete Namlook)